# 大沃達湖
56°41′59″N 29°29′49″E / 56.69972°N 29.49694°E
大沃達湖（俄语：Великая Вода），是俄羅斯的湖泊，位於該國西北部，由普斯科夫州負責管轄，處於別扎尼齊高地，面積2.7平方公里，平均水深11米，最大水深36米。